# Grande Prêmio de San Marino de 1992
Resultados do Grande Prêmio de San Marino de Fórmula 1 realizado em Imola em 17 de maio de 1992. Quinta etapa do campeonato, foi vencido pelo britânico Nigel Mansell, que subiu ao pódio junto a Riccardo Patrese numa dobradinha da Williams-Renault, com Ayrton Senna da McLaren-Honda em terceiro.

## Classificação

### Pre-classificação
| Pos. | Nº | Piloto           | Construtor           | Tempo    | Dif.     |
| ---- | -- | ---------------- | -------------------- | -------- | -------- |
| 1    | 9  | Michele Alboreto | Footwork-Mugen/Honda | 1:26.865 | —        |
| 2    | 29 | Bertrand Gachot  | Venturi-Lamborghini  | 1:27.407 | + 0.542  |
| 3    | 30 | Ukyo Katayama    | Venturi-Lamborghini  | 1:27.601 | + 0.736  |
| 4    | 14 | Andrea Chiesa    | Fondmetal-Ford       | 1:27.902 | + 1.615  |
| 5    | 34 | Roberto Moreno   | Andrea Moda-Judd     | 1:28.943 | + 2.078  |
| 6    | 35 | Perry McCarthy   | Andrea Moda-Judd     | 1:37.537 | + 10.672 |

### Treinos
| Pos.    | Nº | Piloto               | Construtor           | Q1       | Q2       | Dif.    |
| ------- | -- | -------------------- | -------------------- | -------- | -------- | ------- |
| 1       | 5  | Nigel Mansell        | Williams-Renault     | 1:21.842 | 1:22.440 | —       |
| 2       | 6  | Riccardo Patrese     | Williams-Renault     | 1:23.876 | 1:22.895 | + 1.053 |
| 3       | 1  | Ayrton Senna         | McLaren-Honda        | 1:23.086 | 1:23.151 | + 1.244 |
| 4       | 2  | Gerhard Berger       | McLaren-Honda        | 1:23.418 | 1:24.393 | + 1.576 |
| 5       | 19 | Michael Schumacher   | Benetton-Ford        | 1:23.701 | 1:24.177 | + 1.859 |
| 6       | 20 | Martin Brundle       | Benetton-Ford        | 1:25.239 | 1:23.904 | + 2.062 |
| 7       | 27 | Jean Alesi           | Ferrari              | 1:23.970 | 1:24.103 | + 2.128 |
| 8       | 28 | Ivan Capelli         | Ferrari              | 1:24.274 | 1:24.192 | + 2.350 |
| 9       | 9  | Michele Alboreto     | Footwork-Mugen/Honda | 1:24.706 | 1:26.519 | + 2.864 |
| 10      | 25 | Thierry Boutsen      | Ligier-Renault       | 1:25.043 | 1:25.276 | + 3.201 |
| 11      | 10 | Aguri Suzuki         | Footwork-Mugen/Honda | 1:25.134 | 1:25.909 | + 3.292 |
| 12      | 16 | Karl Wendlinger      | March-Ilmor          | 1:27.019 | 1:25.483 | + 3.641 |
| 13      | 26 | Erik Comas           | Ligier-Renault       | 1:25.739 | 1:25.543 | + 3.701 |
| 14      | 4  | Andrea de Cesaris    | Tyrrell-Ilmor        | 1:25.637 | 1:26.337 | + 3.795 |
| 15      | 22 | Pierluigi Martini    | Dallara-Ferrari      | 1:25.838 | 1:26.331 | + 3.996 |
| 16      | 21 | J. J. Lehto          | Dallara-Ferrari      | 1:25.865 | 1:26.215 | + 4.023 |
| 17      | 30 | Ukyo Katayama        | Venturi-Lamborghini  | 1:26.900 | 1:25.982 | + 4.140 |
| 18      | 33 | Maurício Gugelmin    | Jordan-Yamaha        | 1:26.056 | 1:26.659 | + 4.214 |
| 19      | 29 | Bertrand Gachot      | Venturi-Lamborghini  | 1:26.403 | 1:26.182 | + 4.340 |
| 20      | 3  | Olivier Grouillard   | Tyrrell-Ilmor        | 1:26.953 | 1:26.404 | + 4.562 |
| 21      | 24 | Gianni Morbidelli    | Minardi-Lamborghini  | 1:26.681 | 1:27.051 | + 4.839 |
| 22      | 15 | Gabriele Tarquini    | Fondmetal-Ford       | 1:26.959 | 1:26.765 | + 4.923 |
| 23      | 32 | Stefano Modena       | Jordan-Yamaha        | 1:26.900 | 1:26.774 | + 4.932 |
| 24      | 17 | Paul Belmondo        | March-Ilmor          | 1:28.515 | 1:27.194 | + 5.352 |
| 25      | 23 | Christian Fittipaldi | Minardi-Lamborghini  | 1:27.229 | 1:27.282 | + 5.387 |
| 26      | 12 | Johnny Herbert       | Lotus-Ford           | 1:27.270 | 1:27.357 | + 5.428 |
| 27      | 11 | Mika Häkkinen        | Lotus-Ford           | 1:27.437 | 1:27.912 | + 5.595 |
| 28      | 14 | Andrea Chiesa        | Fondmetal-Ford       | 1:27.756 | —        | + 5.914 |
| 29      | 8  | Damon Hill           | Brabham-Judd         | —        | 1:28.423 | + 6.581 |
| 30      | 7  | Eric van de Poele    | Brabham-Judd         | 1:29.347 | 1:28.832 | + 6.990 |
| Fontes: |    |                      |                      |          |          |         |

### Corrida
| Pos.    | Nº | Piloto               | Construtor           | Voltas | Tempo/Diferença        | Grid | Pontos |
| ------- | -- | -------------------- | -------------------- | ------ | ---------------------- | ---- | ------ |
| 1       | 5  | Nigel Mansell        | Williams-Renault     | 60     | 1:28:40.927            | 1    | 10     |
| 2       | 6  | Riccardo Patrese     | Williams-Renault     | 60     | + 9.451                | 2    | 6      |
| 3       | 1  | Ayrton Senna         | McLaren-Honda        | 60     | + 48.984               | 3    | 4      |
| 4       | 20 | Martin Brundle       | Benetton-Ford        | 60     | + 53.007               | 6    | 3      |
| 5       | 9  | Michele Alboreto     | Footwork-Mugen/Honda | 59     | + 1 volta              | 9    | 2      |
| 6       | 22 | Pierluigi Martini    | Dallara-Ferrari      | 59     | + 1 volta              | 15   | 1      |
| 7       | 33 | Maurício Gugelmin    | Jordan-Yamaha        | 58     | + 2 voltas             | 18   |        |
| 8       | 3  | Olivier Grouillard   | Tyrrell-Ilmor        | 58     | + 2 voltas             | 20   |        |
| 9       | 26 | Erik Comas           | Ligier-Renault       | 58     | + 2 voltas             | 13   |        |
| 10      | 10 | Aguri Suzuki         | Footwork-Mugen/Honda | 58     | + 2 voltas             | 11   |        |
| 11      | 21 | J. J. Lehto          | Dallara-Ferrari      | 57     | Motor                  | 16   |        |
| 12      | 16 | Karl Wendlinger      | March-Ilmor          | 57     | + 3 voltas             | 12   |        |
| 13      | 17 | Paul Belmondo        | March-Ilmor          | 57     | + 3 voltas             | 24   |        |
| 14      | 4  | Andrea de Cesaris    | Tyrrell-Ilmor        | 55     | Sistema de combustível | 14   |        |
| Ret     | 30 | Ukyo Katayama        | Venturi-Lamborghini  | 40     | Spun Off               | 17   |        |
| Ret     | 27 | Jean Alesi           | Ferrari              | 39     | Colisão                | 7    |        |
| Ret     | 2  | Gerhard Berger       | McLaren-Honda        | 39     | Colisão                | 4    |        |
| Ret     | 29 | Bertrand Gachot      | Venturi-Lamborghini  | 32     | Spun Off               | 19   |        |
| Ret     | 25 | Thierry Boutsen      | Ligier-Renault       | 29     | Motor                  | 10   |        |
| Ret     | 32 | Stefano Modena       | Jordan-Yamaha        | 25     | Câmbio                 | 23   |        |
| Ret     | 24 | Gianni Morbidelli    | Minardi-Lamborghini  | 24     | Motor                  | 21   |        |
| Ret     | 15 | Gabriele Tarquini    | Fondmetal-Ford       | 24     | Motor                  | 22   |        |
| Ret     | 19 | Michael Schumacher   | Benetton-Ford        | 20     | Suspensão              | 5    |        |
| Ret     | 28 | Ivan Capelli         | Ferrari              | 11     | Spun Off               | 8    |        |
| Ret     | 23 | Christian Fittipaldi | Minardi-Lamborghini  | 8      | Câmbio                 | 25   |        |
| Ret     | 12 | Johnny Herbert       | Lotus-Ford           | 8      | Câmbio                 | 26   |        |
| DNQ     | 11 | Mika Häkkinen        | Lotus-Ford           |        |                        |      |        |
| DNQ     | 14 | Andrea Chiesa        | Fondmetal-Ford       |        |                        |      |        |
| DNQ     | 8  | Damon Hill           | Brabham-Judd         |        |                        |      |        |
| DNQ     | 7  | Eric van de Poele    | Brabham-Judd         |        |                        |      |        |
| DNPQ    | 34 | Roberto Moreno       | Andrea Moda-Judd     |        |                        |      |        |
| DNPQ    | 35 | Perry McCarthy       | Andrea Moda-Judd     |        |                        |      |        |
| Fontes: |    |                      |                      |        |                        |      |        |

## Tabela do campeonato após a corrida
| Pos.    | Piloto             | Pontos |
| ------- | ------------------ | ------ |
| 1       | Nigel Mansell      | 50     |
| 2       | Riccardo Patrese   | 24     |
| 3       | Michael Schumacher | 17     |
| 4       | Ayrton Senna       | 8      |
| 5       | Gerhard Berger     | 8      |
| Fontes: |                    |        |

| Pos.    | Construtor           | Pontos |
| ------- | -------------------- | ------ |
| 1       | Williams-Renault     | 74     |
| 2       | Benetton-Ford        | 20     |
| 3       | McLaren-Honda        | 16     |
| 4       | Ferrari              | 9      |
| 5       | Footwork-Mugen/Honda | 5      |
| Fontes: |                      |        |

- Nota: Somente as primeiras cinco posições estão listadas.